# Всього одне життя
«Всього одне життя» — радянсько-норвезький чорно-білий біографічний художній фільм 1968 року, знятий на кіностудіях «Ленфільм» і «Норскфільм».

## Сюжет
Фільм розповідає про Фрітьофа Нансена, відомого норвезького полярного дослідника і мандрівника.

## У ролях
- Кнут Вігерт — Фрітьоф Нансен (дублював Юхим Копелян)
- Веслемей Хаслюнд — Єва Нансен
- Рольф Санд — Вереншельд
- Йоахім Кальмейєр — Амудсен
- Як Фьєлстад — Свердруп
- Кнут Орвіг — Юхансен
- Євген Євстигнєєв — Чічерін
- Арне Ос — Ноель-Бекер
- Яніс Грантіньш — князь Кирило Романовський
- Сергій Боярський — епізод
- Рой Бьйорнстад — епізод
- К. Буєн — епізод
- С. Вільберг — епізод
- Айкуї Гарагаш — епізод
- Володимир Гайдаров — англійський посол
- Кирило Гун — епізод
- Микола Корн — Карпинський
- Федір Лєдзівєров — вчитель
- Геннадій Мічурін — епізод
- Т. Му — епізод
- Сергій Полєжаєв — епізод
- О. Сансдален — епізод
- Р. Сваре — епізод
- Р. Торсрюд — епізод
- Пер Теодор Хьоуген — епізод
- А. Юхансен — епізод
- Зінаїда Дорогова — жінка на конференції
- Еммануїл Віторган — слухач доповіді Нансена в Петрограді
- Володимир Лосєв — військовополонений
- Валерій Кравченко — слухач доповіді Нансена
- Галина Сугоровська — епізод
- Микола Федоров — епізод

## Знімальна група
- Режисер — Сергій Мікаелян
- Сценаристи — Одд Банг-Хансен, Сігурд Евенсмо, Юлій Дунський, Валерій Фрід
- Оператор — Дмитро Месхієв
- Композитори — Май Сьонстевольд, Гуннар Сенстеволд
- Художник — Ісаак Каплан